# Vila Propício
Vila Propício es un municipio brasileño del estado de Goiás. Su población estimada en 2018 es de 5 578 habitantes, según el Instituto Brasileño de Geografía y Estadística (IBGE).

## Historia
En 1965 se creó el distrito de Vila Propício subordinado al municipio de Pirenópolis. En 1995 dicho distrito fue elevado a la categoría de municipio.

## Clima
Según la clasificación climática de Köppen, el municipio se encuentra en el clima tropical seco Aw.